# Кёрлинг на зимних Олимпийских играх 2026 — квалификация
Соревнования по кёрлингу на Зимних Олимпийских играх 2026 года будут включать в общей сложности 30 команд. В каждой из трёх дисциплин примут участие по 10 команд: мужские, женские и смешанные парные соревнования. В мужских и женских турнирах каждая команда будет состоять из 5 спортсменов, тогда как в смешанных парах команды будут включать по 2 спортсмена. Таким образом, в общей сложности во всех дисциплинах будут соревноваться 120 спортсменов.

## Сводная информация

### Итоги
Как страна-хозяйка Зимних Олимпийских игр 2026, Италия будет представлена во всех трёх дисциплинах кёрлинга. Это станет вторым участием Италии в женском турнире, предыдущее было на Олимпиаде 2006 года.
| Страна           | Мужчины | Женщины | Смешанные пары | Кол. спортсменов |
| ---------------- | ------- | ------- | -------------- | ---------------- |
| Канада           | Yes     | Yes     |                | 10               |
| Китай            |         | Yes     |                | 5                |
| Чехия            | Yes     |         |                | 5                |
| Дания            |         | Yes     |                | 5                |
| Германия         | Yes     |         |                | 5                |
| Великобритания   | Yes     | Yes     |                | 10               |
| Италия           | Yes     | Yes     | Yes            | 12               |
| Норвегия         | Yes     |         |                | 5                |
| Республика Корея |         | Yes     |                | 5                |
| Швеция           | Yes     | Yes     |                | 10               |
| Швейцария        | Yes     | Yes     |                | 10               |
| Всего: 11 НОК    | 8       | 8       | 1              | 82               |

### Мужчины
| Принцип квалификации                                   | Даты                     | Место      | Квота | Сборные                                                        |
| ------------------------------------------------------ | ------------------------ | ---------- | ----- | -------------------------------------------------------------- |
| Хозяин турнира                                         | н/д                      | н/д        | 1     | Италия                                                         |
| Квалификационные баллы на 2024 и 2025 Чемпионатах мира | 30 марта – 7 апреля 2024 | Шаффхаузен | 7     | Великобритания Канада Швеция Швейцария Германия Норвегия Чехия |
| Квалификационные баллы на 2024 и 2025 Чемпионатах мира | 29 марта – 6 апреля 2025 | Мус-Джо    | 7     | Великобритания Канада Швеция Швейцария Германия Норвегия Чехия |
| Квалификационный отбор                                 | 6 – 13 декабря 2025      | Келоуна    | 2     |                                                                |
| Итого                                                  |                          |            | 10    |                                                                |

### Женщины
| Принцип квалификации                                   | Даты                | Место    | Квота | Сборные                                                             |
| ------------------------------------------------------ | ------------------- | -------- | ----- | ------------------------------------------------------------------- |
| Хозяин турнира                                         | н/д                 | н/д      | 1     | Италия                                                              |
| Квалификационные баллы на 2024 и 2025 Чемпионатах мира | 16 – 24 марта 2024  | Сидни    | 7     | Канада Швейцария Республика Корея Швеция Дания Великобритания Китай |
| Квалификационные баллы на 2024 и 2025 Чемпионатах мира | 15 – 23 марта 2025  | Ыйджонбу | 7     | Канада Швейцария Республика Корея Швеция Дания Великобритания Китай |
| Квалификационный отбор                                 | 6 – 13 декабря 2025 | Келоуна  | 2     |                                                                     |
| Итого                                                  |                     |          | 10    |                                                                     |

### Смешанные пары
| Принцип квалификации                                   | Даты                   | Место       | Квота | Сборные |
| ------------------------------------------------------ | ---------------------- | ----------- | ----- | ------- |
| Хозяин турнира                                         | н/д                    | н/д         | 1     | Италия  |
| Квалификационные баллы на 2024 и 2025 Чемпионатах мира | 20 – 27 апреля 2024    | Эстерсунд   | 7     |         |
| Квалификационные баллы на 2024 и 2025 Чемпионатах мира | 26 апреля – 3 мая 2025 | Фредериктон | 7     |         |
| Квалификационный отбор для смешанных пар               | 15 – 19 декабря 2025   | Келоуна     | 2     |         |
| Итого                                                  |                        |             | 10    |         |